# St. Martin (Lützkampen)

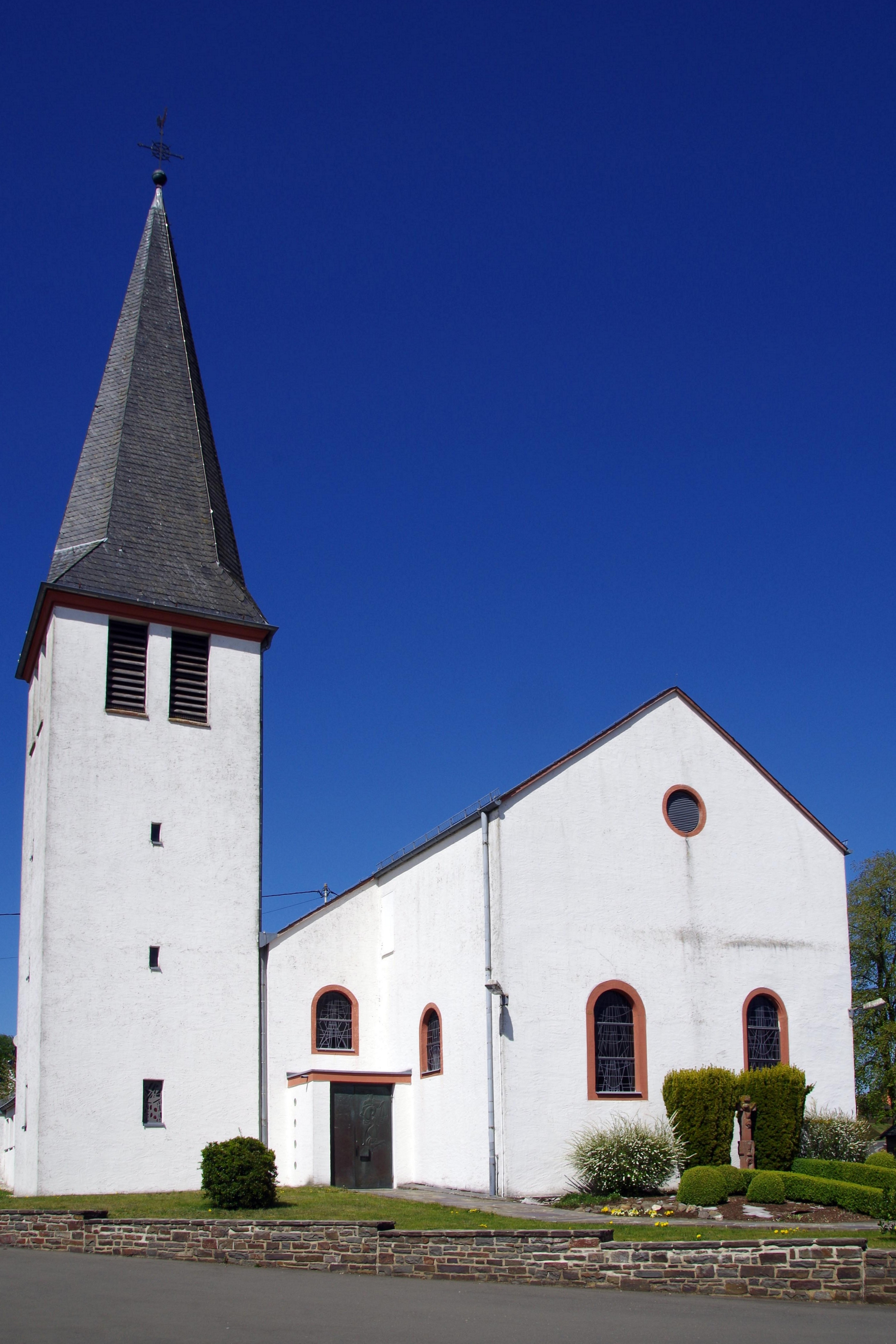
Lützkampen, St. Martin (Außenansicht)

Die Kirche St. Martin ist die römisch-katholische Filialkirche von Lützkampen im Eifelkreis Bitburg-Prüm in Rheinland-Pfalz. Die Kirche St. Martin gehört seit dem 1. Januar 2024 zur Pfarrei Arzfeld-Neuerburg St. Peter und Paul im Bistum Trier.

## Geschichte

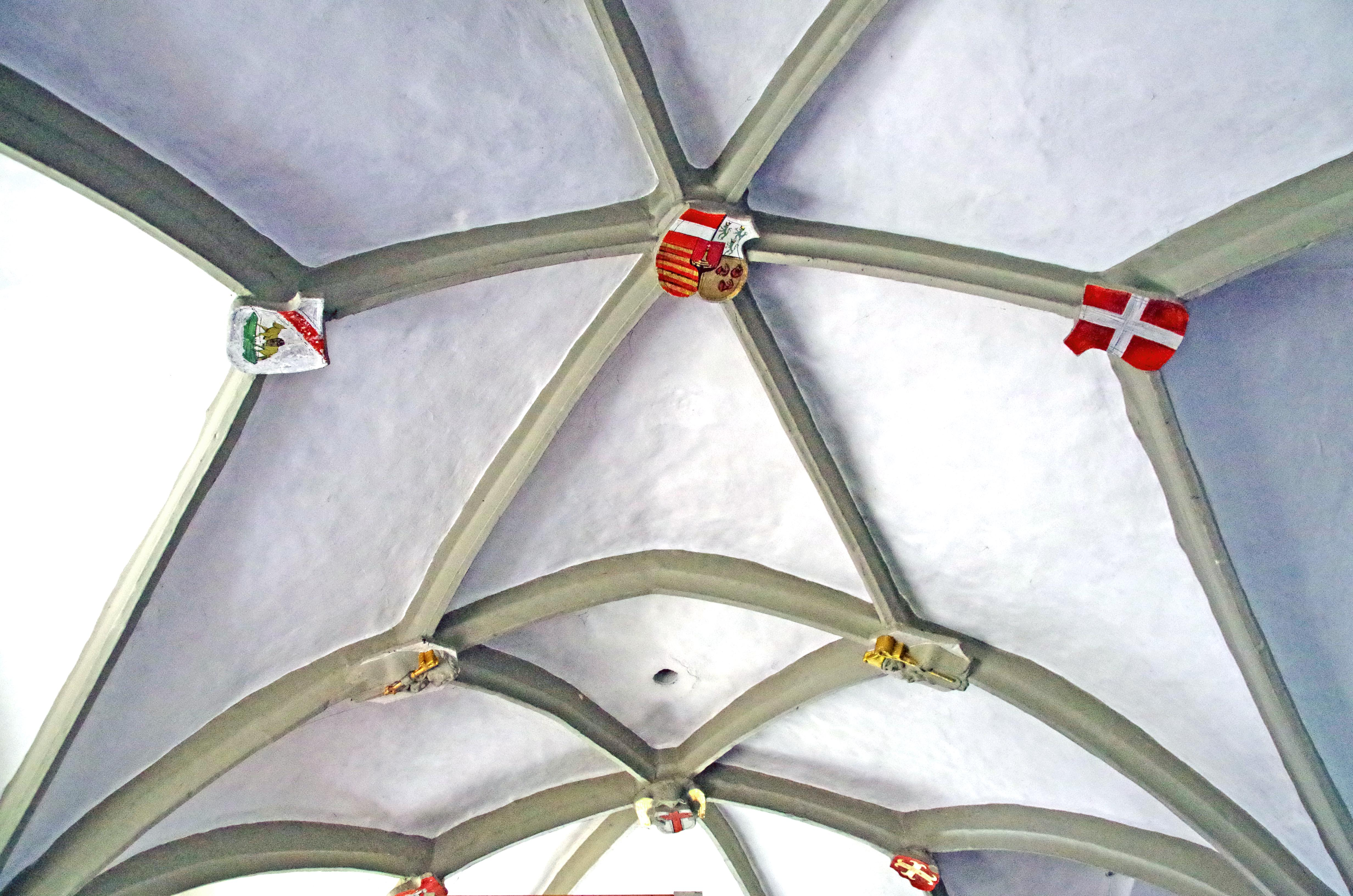
Gotisches Sterngewölbe (um 1500) mit Schlusssteinen

1821 ging die Pfarrei Lützkampen vom Bistum Metz in das Bistum Trier über. Die heutige Kirche St. Martin wurde am 28. Juli 1962 von Weihbischof Bernhard Stein geweiht. Der Neubau nutzte Teile der Vorgängerkirche aus dem 16. Jahrhundert, darunter ein Sterngewölbe.

## Ausstattung

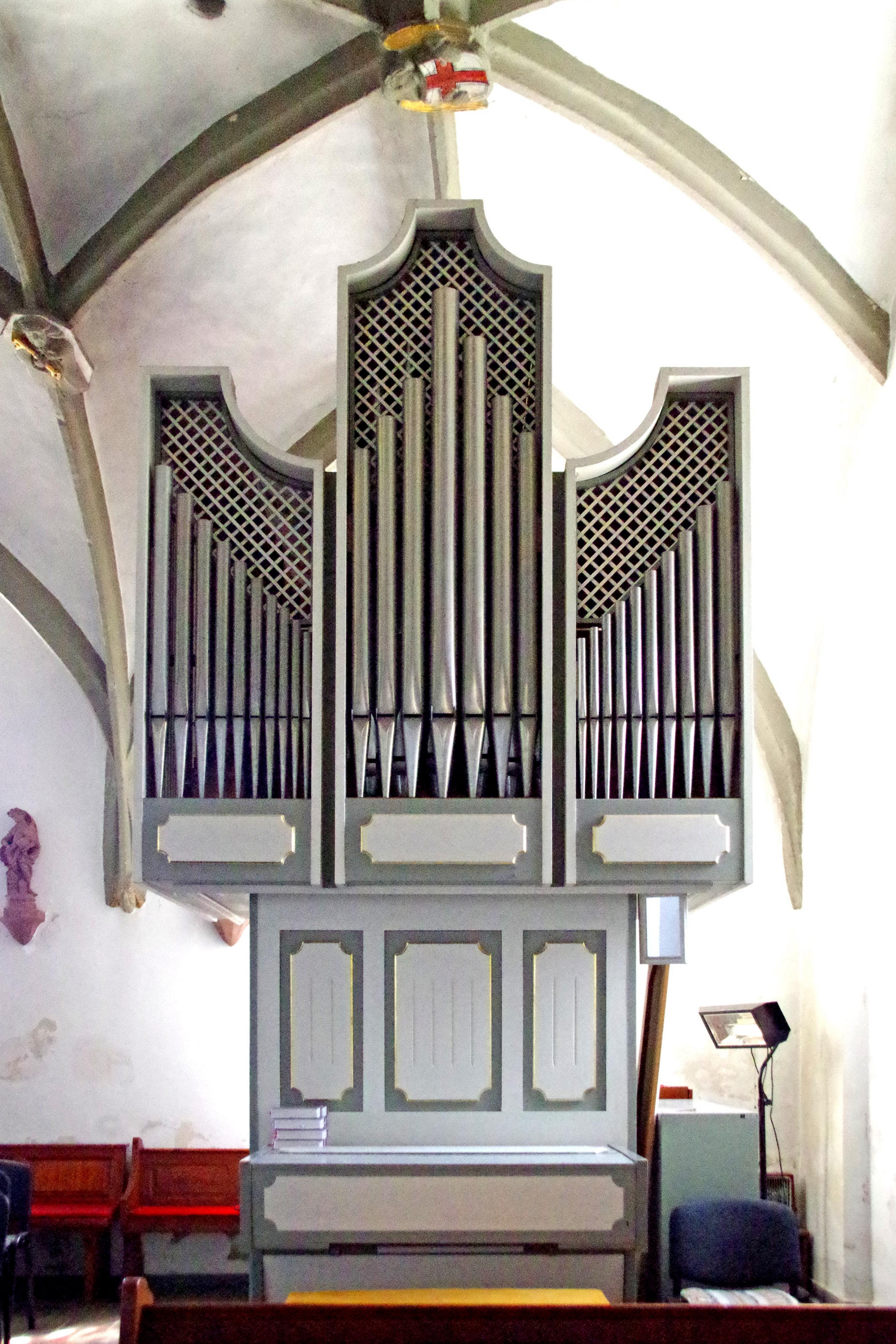
Orgel von 1974

Der Hauptraum mit 30 neuen Fenstern hat eine Holzdecke. 1964 bekam die Kirche drei neue Glocken, 1974 eine neue Orgel.

## Pfarrer ab 1917
- 1917–1926: Adolf Caroli
- 1926–1933: Vakanz
- 1933–1945: Clemens Schumann
- 1945–1950: Karl Best
- 1950–1956: Rudolf Müller
- 1956–1969: Willibrord Gerber
- 1970–?: verwaltet von St. Hubertus (Großkampenberg)